# كفر فرج جرجس
قرية كفر فرج جرجس هي إحدى القرى التابعة لمركز منيا القمح في محافظة الشرقية في جمهورية مصر العربية. حسب إحصاءات سنة 2006، بلغ إجمالي السكان في كفر فرج جرجس 7971 نسمة، منهم 4098 رجل و3873 امرأة.